# کارل هانسن (ورزشکار)
کارل هانسن (انگلیسی: Karl Hansen؛ ۳۰ ژوئیه ۱۸۹۰ – ۵ آوریل ۱۹۵۹ (aged 68)) ورزشکار مسابقه اسب‌دوانی اهل سوئد بود.
وی در مسابقات کشوری و بین‌المللی در مجموع برندهٔ ۱ مدال برنز شده‌است.